# Martin Rubeš
 (juillet 2019).
Si vous disposez d'ouvrages ou d'articles de référence ou si vous connaissez des sites web de qualité traitant du thème abordé ici, merci de compléter l'article en donnant les références utiles à sa vérifiabilité et en les liant à la section « Notes et références ».
Martin Rubeš (né le 16 septembre 1996) est un escrimeur tchèque dont l’arme est l’épée.
Il remporte la médaille de bronze lors des Championnats d'Europe d'escrime 2017, dans l’épreuve par équipes et la médaille d’or individuelle lors de l’Universiade d'été de 2019

## Palmarès international
| Championnat d’Europe | Championnat d’Europe | Championnat d’Europe       | Championnat d’Europe |
| Année                | Ville                | Médaille                   | Épreuve              |
| -------------------- | -------------------- | -------------------------- | -------------------- |
| 2017                 | Tbilissi ( Géorgie)  | Médaille de bronze, Europe | Épée par équipes     |